# Pfarrkirche Großpoppen

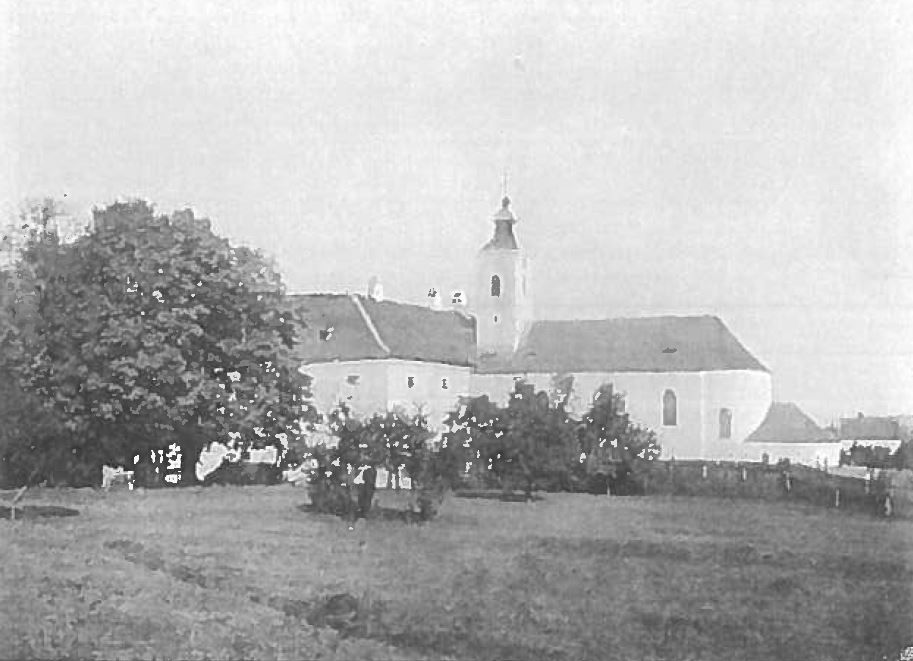
Pfarrkirche Großpoppen (vor 1911)

Die Pfarrkirche von Großpoppen war dem heiligen Johannes dem Täufer geweiht. Sie wurde mit der ab 1938 erfolgten Aussiedlung von Großpoppen zur Anlage des Truppenübungsplatzes Döllersheim dem Verfall preisgegeben.
Die Kirche ist in der Österreichischen Kunsttopographie beschrieben.

## Geschichte
Wann die ursprünglich zur Pfarre von Pölla gehörende Kirche von Großpoppen selbstständige Pfarre wurde, ist nicht bekannt. Als solche scheint sie jedoch bereits 1332 im Pfründnerverzeichnis der Passauer Diözese auf. Vom Dekanat Stein wechselte sie später ins Dekanat Zwettl über.
Ungefähr zwischen 1565 und 1650 war die Pfarre von Großpoppen protestantisch.
Zwischen 1662 und 1785 war die Pfarre von Großpoppen mit der Pfarre von Oberndorf vereinigt und bildete bis 1757 den Amtssitz des zuständigen Pfarrers.
Nach dem Erwerb von Großpoppen durch Joachim Freiherr von Windhag ließ dieser die gotische Kirche großzügig umbauen. Im 18. Jahrhundert wurde das Kirchenschiff an der Westseite mit dem Turm verlängert und mit dem Schloss Großpoppen verbunden.
Seit 1960 wurden Schloss und Kirche bei Schießübungen des Österreichischen Bundesheeres gezielt unter Beschuss genommen und zerstört.

## Beschreibung
Die österreichische Kunsttopographie beschreibt die Pfarrkirche von Großpoppen als einschiffige Anlage mit halbrundem Chor. Sie hatte einen Turm, der der an das Schloss angebauten Westseite aufgesetzt war.
Das Langhaus verfügte über je vier Rundbogenfenster an jeder Seite. An der Südseite befand sich unterhalb des westlichsten noch ein kleines Rundbogenfenster, an der Nordseite unter einem Schutzdach die rechteckige Eingangstür und westlich davon eine kleinere Türe, die zur Empore führte.
Der geringfügig schmälere, aber gleich hohe Chor schloss halbkreisförmig an das Langhaus an und besaß zwei Rundbogenfenster in tiefen Flachbogennischen, dazwischen an der Ostseite ein Rundbogenfenster. Darunter angebaut war die Sakristei.
Der über der Westempore dachreiterartig aufsitzende Turm mit quadratischem Grundriss besaß an jeder Seite rundbogige Schallfenster und zusätzlich an der Nord- und Südseite runde Luken. An den beiden anderen Seiten befanden sich gemalte Zifferblätter. Das Dach war als Barockhelm ausgeführt, der seit 1896 mit Blech gedeckt war.
In der Kirche befanden sich neben dem aus dem Jahr 1893 stammenden, barockisierenden Hochaltar zwei Seitenaltäre aus der zweiten Hälfte des 18. Jahrhunderts. Ein zu Beginn des 18. Jahrhunderts aus Holz gefertigtes Relief mit einer Darstellung der Beweinung Christi befand sich bis 1852 in Neunzen in der Schlosskapelle.